# Sistemas microeletromecânicos

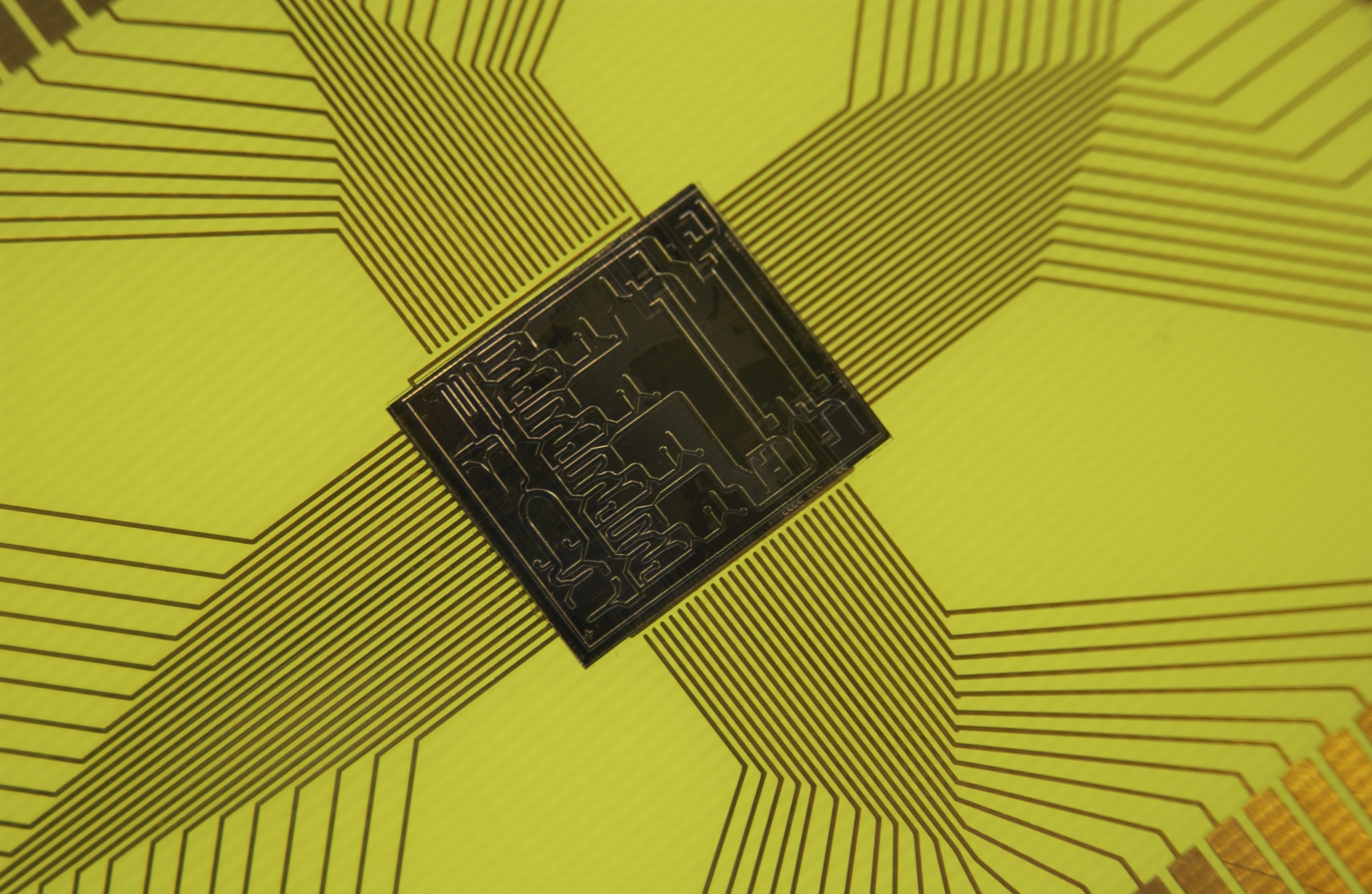
Sistemas de micro circuitos integrado eletromecânico, às vezes chamado de "laboratório em um chip"

Sistemas microeletromecânicos (MEMS) é a tecnologia de dispositivos microscópicos, particularmente aqueles com partes móveis. Ela funde a escala nano em sistemas nanoeletromecânicos (NEMS) e nanotecnologia. MEMS também são referidos como micromáquinas no Japão, ou micro sistemas de tecnologia (MST) na Europa.
Os Sistemas microeletromecânicos são sistemas “inteligentes” em miniatura, consistindo em um grande numero de dispositivos mecânicos integrados a grandes quantidades de elementos elétricos, sobre um substrato de silício. Os dispositivos mecânicos podem ser de dois tipos: microssensores e microatuadores10.
 Os microssensores trabalham da seguinte maneira: coletam informações do ambiente pela medição de fenômenos mecânicos, térmicos, químicos, ópticos e/ou magnéticos. Em seguida os componentes micro-eletrônicos processam a informação coletada  pelos sensores e, na sequencia, retornam decisões que direcionam as respostas dos dispositivos micro-atuadores. Estas respostas podem ser de posicionamento, movimentação bombeamento, regulagem ou filtragem. Os dispositivos micro-atuadores incluem eixos, sulcos, engrenagens, motores e membranas, com dimensões microscópicas, da ordem de apenas alguns micrômetros de tamanho. Na figura podemos ver uma micrografia eletrônica de varredura de um MEMS de acionamento e de redução10.
O processamento dos MEMs inclui tecnologias de fotolitografia, implantação iônica, ataques químicos e deposição, além de técnicas de micro-usinagem, no caso de alguns componentes específicos. Os componentes que formam um MEMES são extremamente sofisticados, confiáveis e de dimensões diminutas, se caracterizando ainda por ser bastante econômica e eficiente em termos de custo. Contudo há limitações quanto ao uso de certos materiais nos MEMS, como por exemplo o silício, que apresenta baixa tenacidade à fratura (~0,90 MPa), uma temperatura de amolecimento relativamente baixa (600°C), além de ser altamente reativo na presença de água e oxigênio10.
Esta tecnologia ja está inserida no dia-a-dia das pessoas, como por exemplo os carros equipados com air-bags , onde os MEMS funcionam como acelerômetros. Assim, os MEMS medem a aceleração do veículo através da oscilação de um pequeno dispositivo e enviam um impulso elétrico para um microprocessador. Na fração de segundo que antecede o acidente, ocorre uma queda na aceleração. Isso faz com que a frequência da oscilação caia e a resposta do microprocessador é ativar os air-bags. Outra área em que esses pequenos dispositivos são aplicados é a medicina, em equipamentos cirúrgicos ou que necessitem de muita precisão, devido à alta Qualidade desses Materiais. Outra função para os MEMS que está sendo estudada é na própria informática. A utilização de uma espécie de “memória mecânica” permitiria a criação de memórias para computadores que usaria padrões de vibração para armazenar informações11. 